# Port lotniczy Boundiali
Port lotniczy Boundiali (IATA: BXI, ICAO: DIBI) – port lotniczy położony w Bouna, w regionie Zanzan, w Wybrzeżu Kości Słoniowej.